# گوستاوو لومباردی
گوستاوو لومباردی (انگلیسی: Gustavo Lombardi؛ زادهٔ ۱۰ سپتامبر ۱۹۷۵) بازیکن سابق فوتبال اهل آرژانتین است. او در آرژانتین برای ریور پلاته، در اسپانیا برای سالامانکا و دپورتیوو آلاوس و در انگلیس برای میدلزبرو بازی کرد.
وی همچنین در تیم‌های ملی فوتبال زیر ۱۷ سال آرژانتین، زیر ۲۰ سال آرژانتین، و آرژانتین بازی کرده‌است.